# Luca Covili
Luca Covili, né le 10 février 1997 à Pavullo nel Frignano, est un coureur cycliste italien. 

## Biographie
Très tôt intéressé par le cyclisme, Luca Covili pratique ce sport depuis son plus jeune âge. Il est formé à l'Unione Sportiva Pavullese, un club basé sur ses terres natales,. Doté d'un gabarit léger, il est décrit comme un pur grimpeur, à l'aise sur les parcours difficiles. 
En 2015, il obtient une victoire et diverses places d'honneur, sous les couleurs d'un club de Noceto. Il se classe quinzième du Giro della Lunigiana, une épreuve d'envergure internationale chez les juniors. Après ses performances, il intègre la Team Palazzago, un club amateur réputé en Italie. Pour ses débuts espoirs, il finit notamment quinzième du Tour de la Vallée d'Aoste en juillet 2016.
Lors de la saison 2017, il confirme ses aptitudes de grimpeur en finissant sixième du Tour de la Vallée d'Aoste, ou encore septième de la dernière étape du Tour d'Italie espoirs. À partir du mois d'aout, il devient stagiaire au sein de l'équipe continentale Amore & Vita-Selle SMP-Fondriest. Cette expérience lui permet de participer à diverses courses professionnelles. Il parvient ainsi à terminer onzième de la Pro Ötztaler 5500, organisée sur un parcours très montagneux. 
En 2018, il se classe huitième de l'épreuve Toscane-Terre de cyclisme et douzième du Tour d'Italie espoirs. La même année, il décroche divers podiums dans des courses du calendrier amateur italien. Il est par ailleurs sélectionné en équipe nationale d'Italie pour disputer les championnats d'Europe espoirs, qui ont lieu à Zlín. Engagé sur la course en ligne, il  prend la vingtième place. 
Grâce à ces bons résultats, il passe professionnel en 2019 au sein de l'équipe Bardiani CSF-Faizanè. Dès sa première saison, il est aligné sur le Tour d'Italie, son premier grand tour. Il se fait remarquer sur la CRO Race en terminant neuvième de l'étape reine et quinzième du classement général. On le retrouve aussi dans des échappées, comme au Tour du Limousin, où il se classe deuxième du classement du meilleur grimpeur. 
Son année 2020 est en revanche plus contrastée. De nouveau présent sur le Giro, il est victime de problèmes mécaniques sur la première étape, disputée sous la forme d'un contre-la-montre de quinze kilomètres. Il opère deux changements de vélo, mais ne parvient pas à rallier l'arrivée dans les délais. Malgré ses incidents techniques, il n'est pas repêché par les commissaires. Il doit alors quitter la course, avant même d'avoir pu défendre ses chances.
En 2021, il retrouve de bonnes sensations dans les épreuves par étapes en terminant sixième du Sazka Tour, septième de l'Adriatica Ionica Race et treizième du Sibiu Cycling Tour. Il entame ensuite sa quatrième saison avec la formation Bardiani en 2022. Au mois de mai, il se présente au départ de son troisième Tour d'Italie. Échappé à plusieurs reprises, il finit sixième d'une étape de montagne à Cogne et vingt-quatrième du classement général. 
En 2023, il se classe sixième du Czech Tour et de la dernière étape du Tour des Alpes, ou encore douzième du Tour de Langkawi. Tout comme l'année précédente, il est aligné sur le Giro, avec un statut de coureur protégé. Une gastro-entérite le contraint malheureusement à abandonner, avant le départ de la dix-huitième étape. Il fait néanmoins son retour sur l'épreuve en mai 2024. 

## Palmarès et résultats

### Palmarès par années
- 2018
  - 2e du Giro delle Valli Aretine
  - 3e du Trophée MP Filtri

### Résultats sur les grands tours

#### Tour d'Italie
6 participations
- 2019 : 84e
- 2020 : hors délai (1re étape)
- 2022 : 24e
- 2023 : non-partant (18e étape)
- 2024 : 18e
- 2025 : 70e

### Classements mondiaux
| Année                                 | 2017  | 2018  | 2019  | 2020  | 2021 | 2022 | 2023 | 2024 |
| ------------------------------------- | ----- | ----- | ----- | ----- | ---- | ---- | ---- | ---- |
| Classement mondial                    | 1685e | 2636e | 2066e | 1465e | 569e | 483e | 622e | 635e |
| UCI Europe Tour                       | 1087e | 1753e | 1350e | 1099e | 456e | 384e | nc   | nc   |
|                                       |       |       |       |       |      |      |      |      |
| Légende : nc = non classéSource : UCI |       |       |       |       |      |      |      |      |